# Albert de Rochas

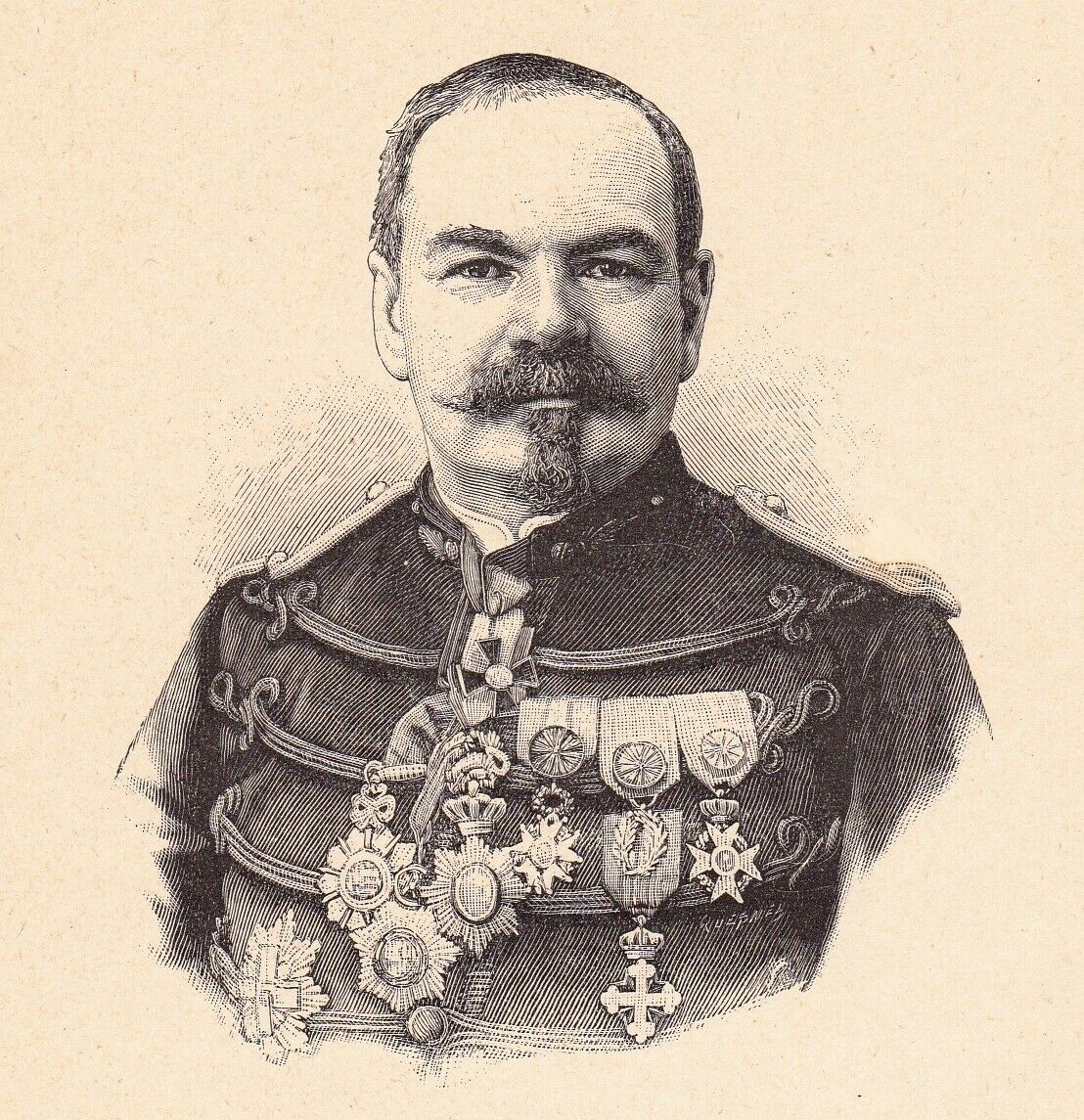
Albert de Rochas d'Aiglun

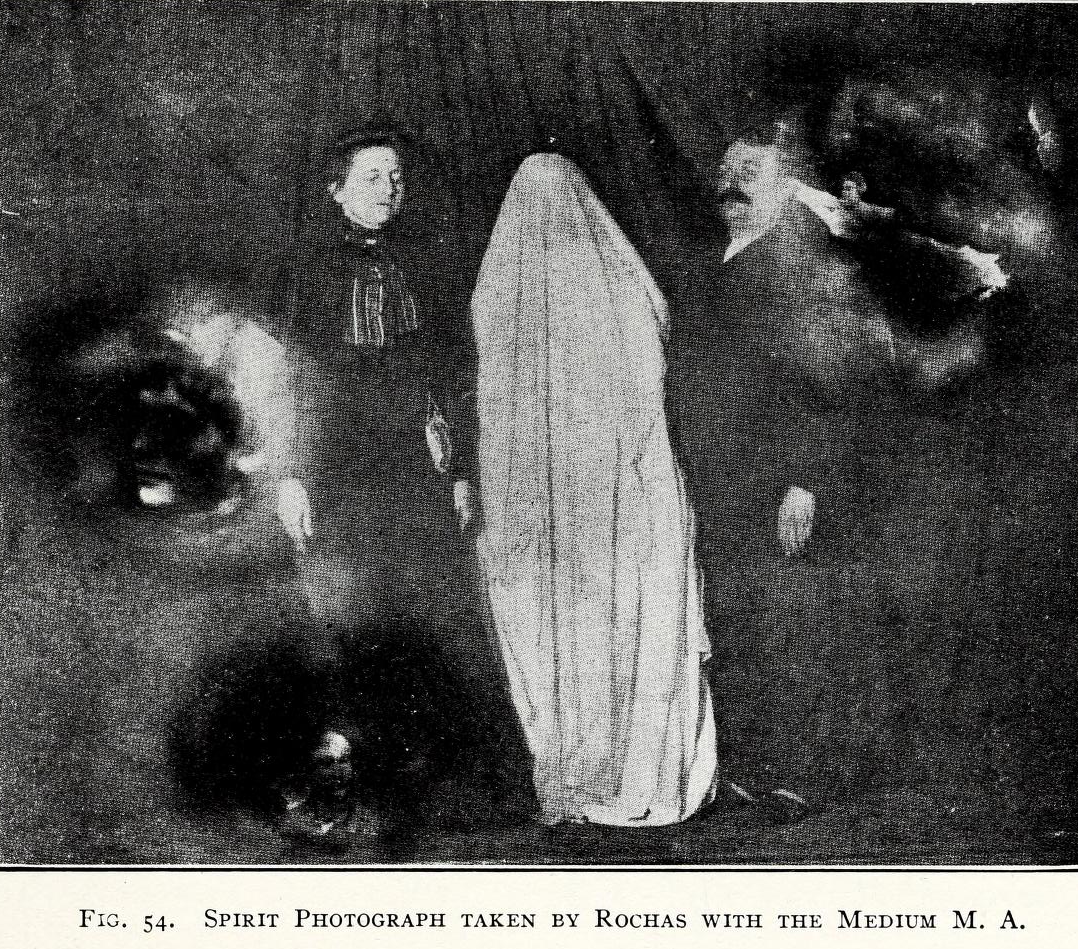
Foto door de Rochas tijdens sessie van spiritisme

Eugène Auguste Albert de Rochas d’Aiglun (Saint-Firmin (Hautes-Alpes), 20 mei 1837 – Grenoble, 2 september 1914) was kolonel bij het Franse leger en parapsycholoog.

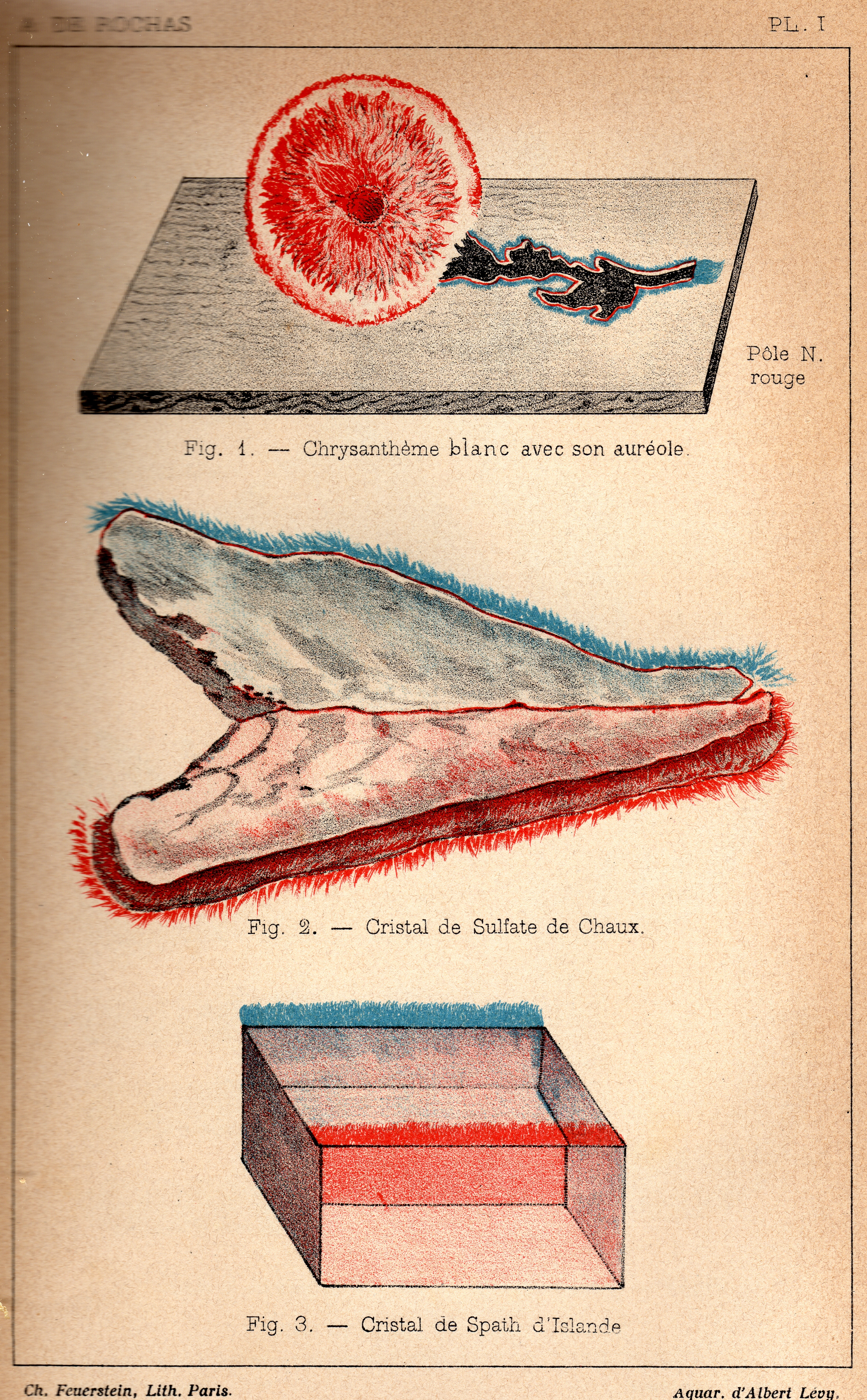
stralingen volgens Albert de Rochas

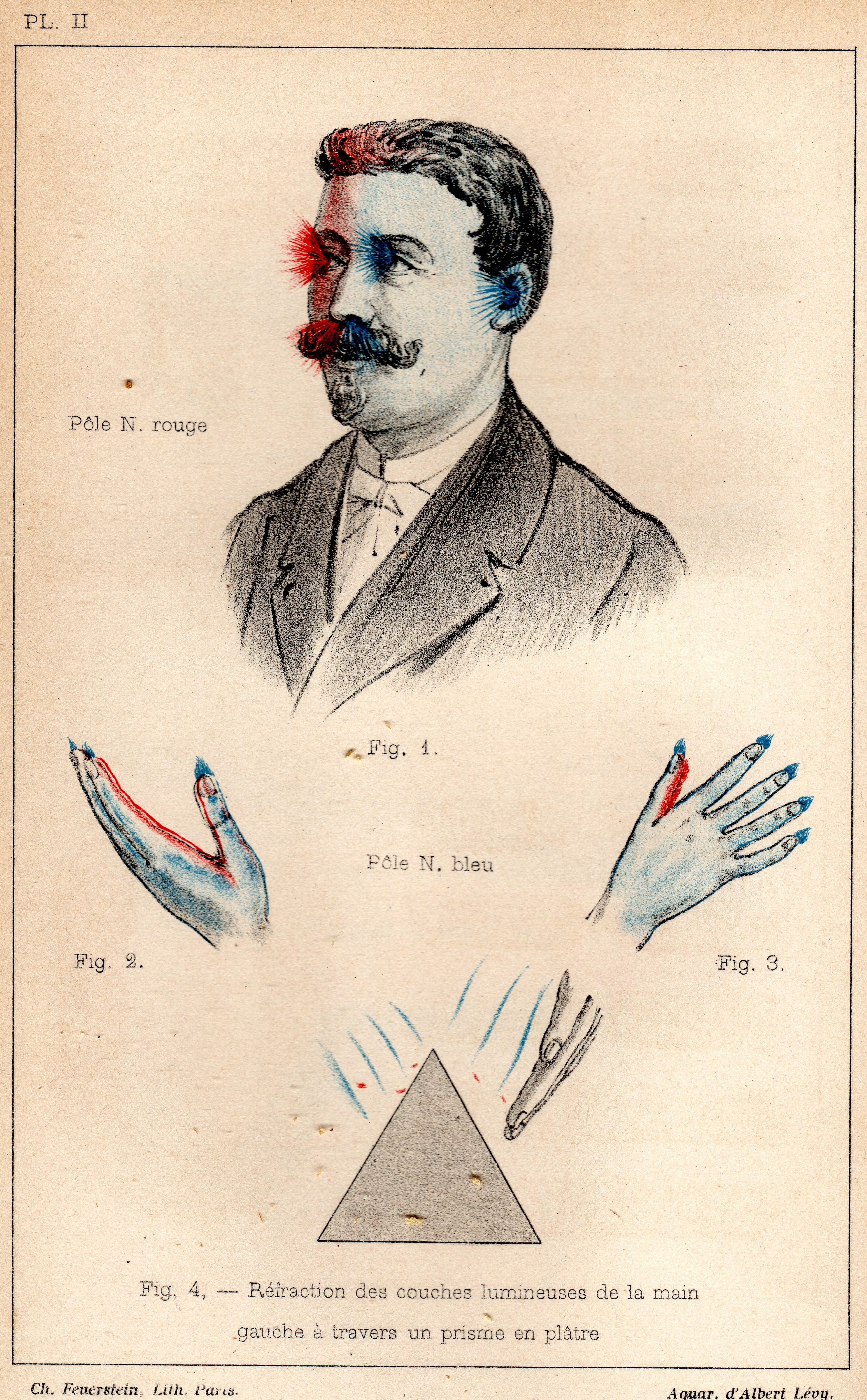
uittreding van de gevoeligheid volgens de Rochas

## Levensloop
De Rochas werd geboren als zoon en kleinzoon van advocaten. Na zijn middelbare studies aan het Lyceum van Grenoble, ging hij daarom ook rechten studeren. Deze discipline kon hem niet echt boeien en ging studeren aan de Polytechnische School van Parijs. Hij trad toe tot het leger, waar hij het uiteindelijk tot kolonel zou brengen. Tijdens zijn dienst was hij onder meer aanvoerder tijdens de Frans-Duitse Oorlog.
In 1889 verliet hij de actieve dienst in het leger en werd reserve-officier. Hij werd directeur van de Polytechnische School. 
In deze periode wijdde hij zich voornamelijk aan experimenten in de parapsychologie. Hierin werd zijn werk na zijn dood verdergezet door Charles Lancelin.
Daarnaast was de Rochas correspondent van het ministerie van onderwijs voor historische studies.

## Bijdragen
De Rochas maakte uitgebreide studies van de technologische prestaties uit de oudheid. Daarnaast legde hij zich toe op experimenten inzake dierlijk magnetisme, hypnose, regressie, uittreding van de zenuwfuncties, met name de gevoeligheid en reïncarnatie.
Het was zijn expliciete bedoeling al deze disciplines binnen het wetenschappelijk domein onder te brengen. Daarom was zijn onderzoeksmethode ook strikt volgens de regels van de wetenschap. Hij was erevoorzitter van het Institut de Recherches Psychiques de France.

## Werken
Naast een aantal vertalingen, zoals de werken van de Duitse onderzoekers Dr. Carl du Prel en Karl von Reichenbach, schreef hij onder meer:
- La Science des Philosophes et l’art des thaumaturges dans l’antiquité (1882)
- La Science dans l’antiquité. Les origines de la science et ses premières applications (1884)
- Les forces non définies, recherches historiques et expérimentales (1887)
- Cris de guerre, devises, chants nationaux, chants du soldat et musiques militaires (1890)
- Le fluide des magnétiseurs, précis des expériences du baron de Reichenbach (1891)
- Les états profonds de l’hypnose (1892)
- L’envoûtement, documents historiques et expérimentaux (1893)
- Les états superficiels de l’hypnose (1893)
- L’extériorisation de la sensibilité, étude expérimentale et historique (1895)
- La lévitation (1897)
- Les sentiments, la musique et le geste (1900)
- Les frontières de la science T1 (1902)
- Les frontières de la science T2 (1904)
- L’extériorisation de la motricité (1906)
- Les vies successives (1911)
- La suspension de la vie (1913)

- Bibliothèque nationale de France: cb11922282g (data)
- Catàleg d'autoritats de noms i títols de Catalunya: 981058520189906706
- CiNii: DA09602443
- Gemeinsame Normdatei: 1024251799
- International Standard Name Identifier: 0000 0001 0889 3702
- Library of Congress Control Number: n50048995
- Base Léonore: LH//2358/57
- Nationale Bibliotheek van Tsjechië: xx0252110
- Nationale bibliotheek van Australië: 35457697
- Nationale Bibliotheek van Israël: 987007276531705171
- Nederlandse Thesaurus van Auteursnamen: 06749711X
- Réseau des bibliothèques de Suisse occidentale: 02-A000138409
- Istituto Centrale per il Catalogo Unico: LO1V162934
- SNAC: w6hn7w7k
- Système universitaire de documentation: 027104559
- Trove: 959723
- Virtual International Authority File: 39383555
- WorldCat: E39PBJtrWGXdDGjGWhFpRKymVC